# Грихневская (Архангельская область)
Грихневская — деревня в Каргопольском районе Архангельской области России. Входит в состав Ухотского сельского поселения.

## География
Деревня находится в юго-западной части Архангельской области, в подзоне средней тайги, в пределах северной части Восточно-Европейской равнины, на левом берегу реки Лёкшмы, при автодороге А215, на расстоянии примерно 18 километров (по прямой) к юго-западу от города Каргополя, административного центра района.

### Климат
Климат характеризуется как умеренно континентальный, с продолжительной холодной зимой и умеренно тёплым влажным летом. Среднегодовая температура воздуха — 2,1 °C. Средняя температура воздуха самого холодного месяца (января) — −12,3 °C (абсолютный минимум — −50 °C), средняя температура самого тёплого (июля) — 16,5 °С (абсолютный максимум — 35 °C). Продолжительность безморозного периода составляет 91 день. Вегетационный период начинается в среднем 7 мая и длится около 145 дней. Годовое количество атмосферных осадков — 541 мм, из которых 389 мм выпадает в период с апреля по октябрь. Снежный покров держится в течение 170 дней.

## История и достопримечательности
Упоминания о деревне Грихневская встречаются в “Списках населенных мест” Российской империи. По данным переписи нс момент 1861 года в деревне Грихневская располагалось 19 дворов, на которых проживало 56 мужчин и 67 женщин.
Основной достопримечательностью этой местности на данный момент, является Михайловская часовня, расположенная рядом с деревней.  Часовня находится посреди широкого поля, а от деревни на данный момент, почти ничего не осталось, но еще можно увидеть следы домов, которые указывают где проходили улицы. В свое время часовня стояла в одном ряду с уличной застройки и скорее всего её использовали как жилище.Согласно публикации на основании последних обследований часовни, автор отмечал: “Часовня в Грихневском обладает достаточно простым архитектурным решением. Это небольшая клеть с рублеными сенями, покрытая общей двухскатной крышей, над которой возвышается восьмерик звонницы, завершенный шатром. Столбы звонницы украшены нехитрой резьбой, утраченное ныне ограждение яруса звона было выполнено из штакетника, поставленного «на угол». Стены изнутри и снаружи покрыты обшивкой, вход осуществляется через дощатый тамбур с лестницей. В сенях рядом с дверью в молитвенное помещение к стене прибит старинный резной крест.
На южной стене в нижней части обшивка сорвана, что открывает весьма интересные подробности истории памятника. Судя по стыкам на бревнах, сени являются позднейшей пристройкой. Первоначально с западной стороны основного сруба была небольшая открытая галерея. Интересно, что ее боковые ограждения состояли из бревен, образованных выпусками продольных стен. Следы поперечных врубок позволяют предполагать, что и западное ограждение галереи было бревенчатым. Галерея, очевидно, опиралась на землю. Кровля была безгвоздевая, по потокам и курицам – на верхних бревнах продольных стен сохранились следы куриц, по три с каждой стороны. 
Завершалась часовня небольшой главкой, как видно из старой фотографии, но первоначально – видимо, просто крестом. Таким образом, первоначальный облик грихневской часовни существенно отличался от того, который она приобрела на последнем строительном этапе.” 
Также, вблизи к урочищу Грихневское располагались еще часовни, датируемые как и Михайловсеая первой половиной XIX века, в селениях Низ и Халуй. 

### Часовой пояс
Грихневская, как и вся Архангельская область, находится в часовой зоне МСК (московское время). Смещение применяемого времени относительно UTC составляет +3:00.

## Население
| 2002 | 2010 | 2012 |
| ---- | ---- | ---- |
| 13   | ↘4   | ↘1   |

### Национальный состав
Согласно результатам переписи 2002 года, в национальной структуре населения русские составляли 90 %.